# Bourchtyn
Bourchtyn (en ukrainien : Бурштин ; en russe : Бурштын ; en polonais : Bursztyn) est une ville de l'oblast d'Ivano-Frankivsk, en Ukraine. Sa population s'élevait à 12 761 habitants en 2023.

## Géographie
Bourchtyn est arrosée par la rivière Hnyla Lypa qui s'élargit en réservoir à la hauteur de la ville. Elle se trouve à 37 km au nord d'Ivano-Frankivsk.

## Histoire
L'origine de la ville remonte à 1554. Elle est mentionnée dans un livre sur l'histoire de Halytch qui date de 1596, où elle est nommée Nove Selo (Nouveau Village).
Bourchtyn avait une communauté juive et était un shtetl. Elle s'est fortement développée pendant la période soviétique, après la Seconde Guerre mondiale.
Bourchtyn a le statut de ville depuis 1993. Les armoiries modernes de la ville sont adoptées le 10 avril 2003 par le conseil municipal. Sur un champ azur, une goutte d'ambre symbolise Bourchtyn — qui signifie « ambre » en ukrainien —, trois éclairs et des rayons rappellent l'électricité, base industrielle de la ville.

## Population
Recensements (*) ou estimations de la population :
| 1939  | 1959* | 1970*  | 1979*  | 1989*  | 2001*  | 2010   | 2011   |
| ----- | ----- | ------ | ------ | ------ | ------ | ------ | ------ |
| 3 900 | 3 053 | 10 358 | 13 122 | 14 416 | 15 298 | 15 311 | 15 348 |

| 2012   | 2013   | 2014   | 2015   | 2016   | 2017   | 2018   | 2019   |
| ------ | ------ | ------ | ------ | ------ | ------ | ------ | ------ |
| 15 346 | 15 340 | 15 370 | 15 361 | 15 275 | 15 151 | 15 114 | 15 039 |

| 2021   | - | - | - | - | - | - | - |
| ------ | - | - | - | - | - | - | - |
| 14 866 | - | - | - | - | - | - | - |

## Économie
Bourchtyn possède une centrale électrique au charbon, mise en service en 1969, qui est située près d'un lac artificiel d'environ 8 km de long et 2 km de large.

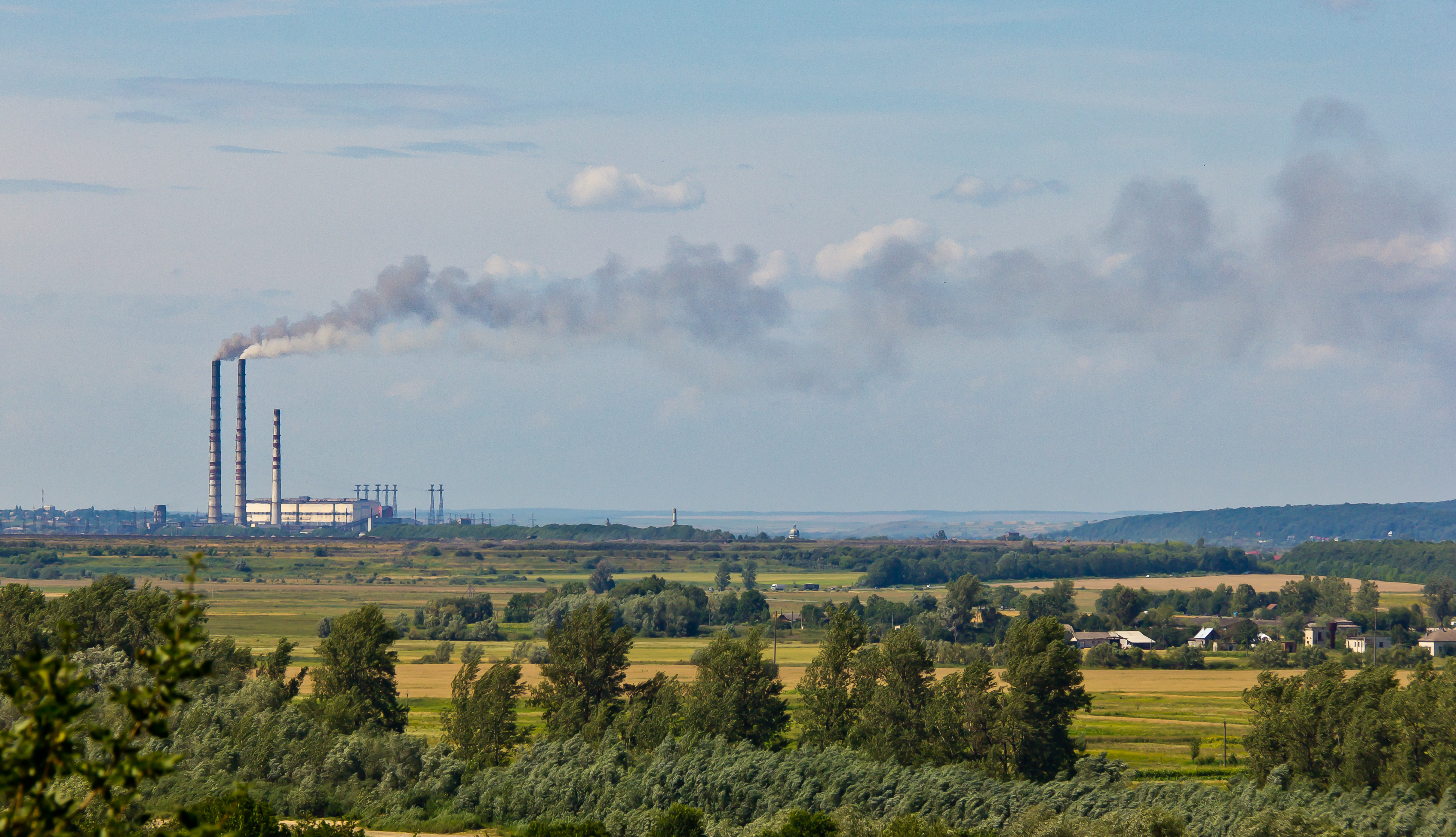
La centrale électrique de Bourchtyn.

## Culture

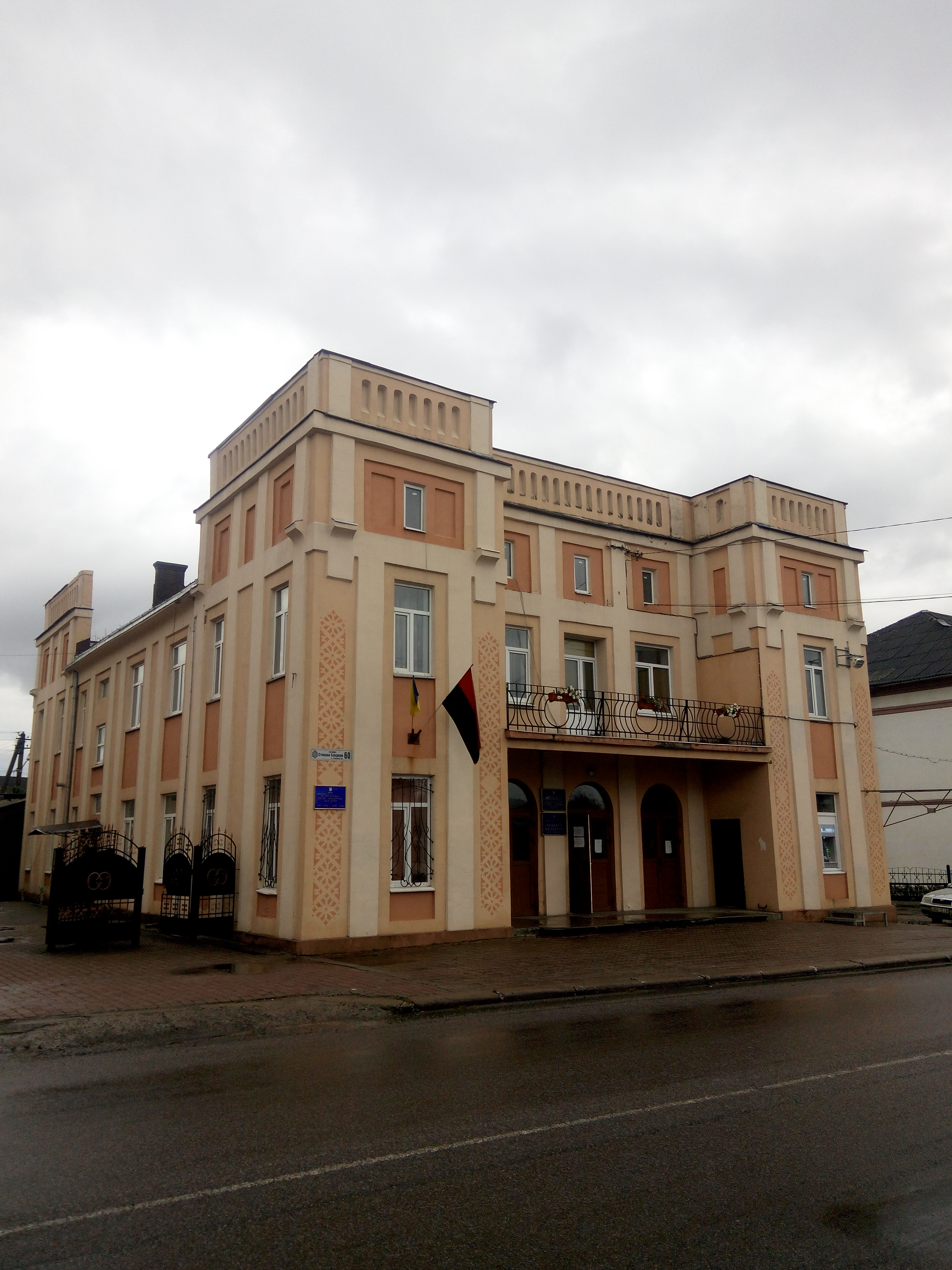
La maison de la culture classée[3],
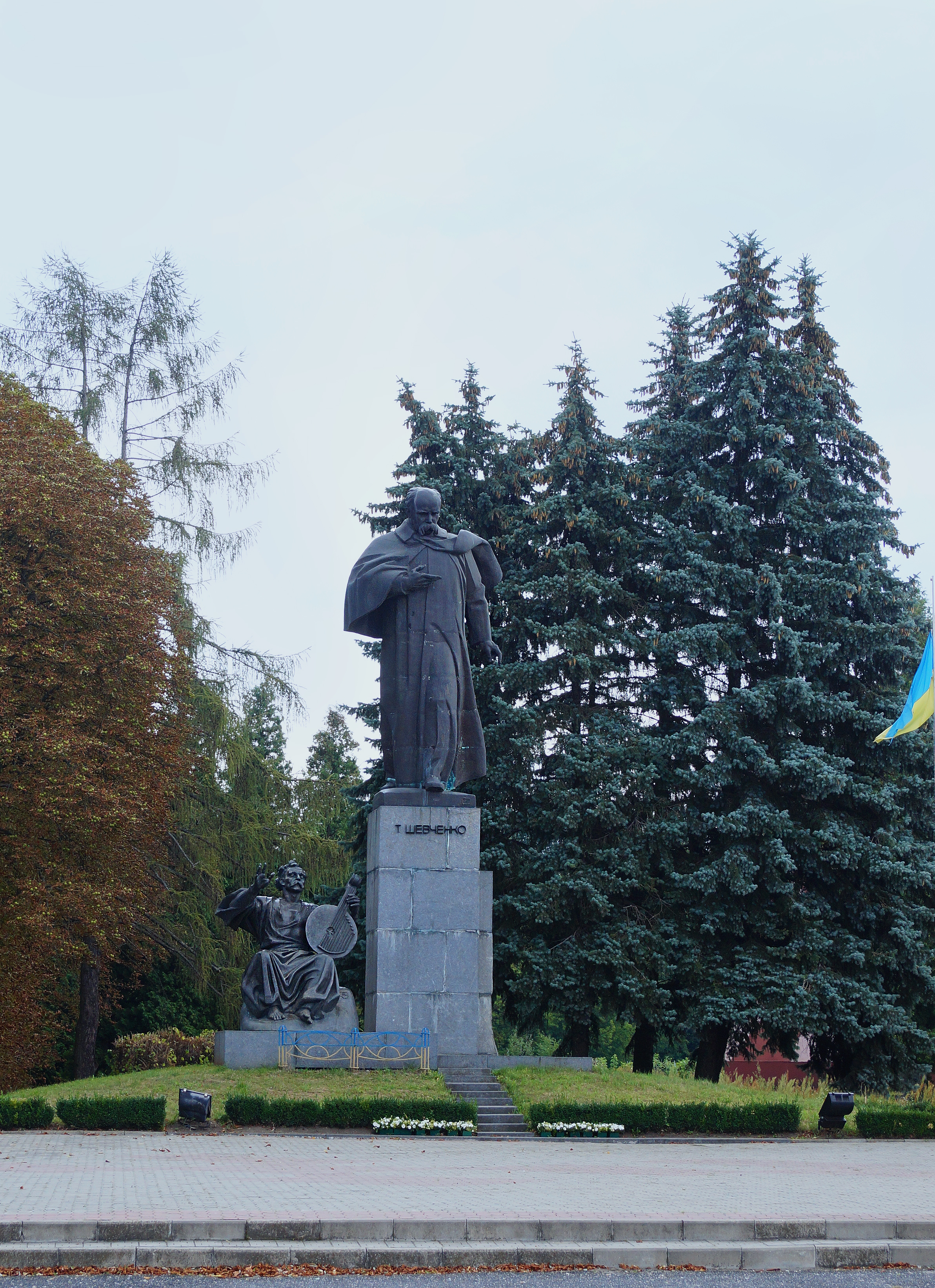
la statue de Taras Chevtchenko classée[4].
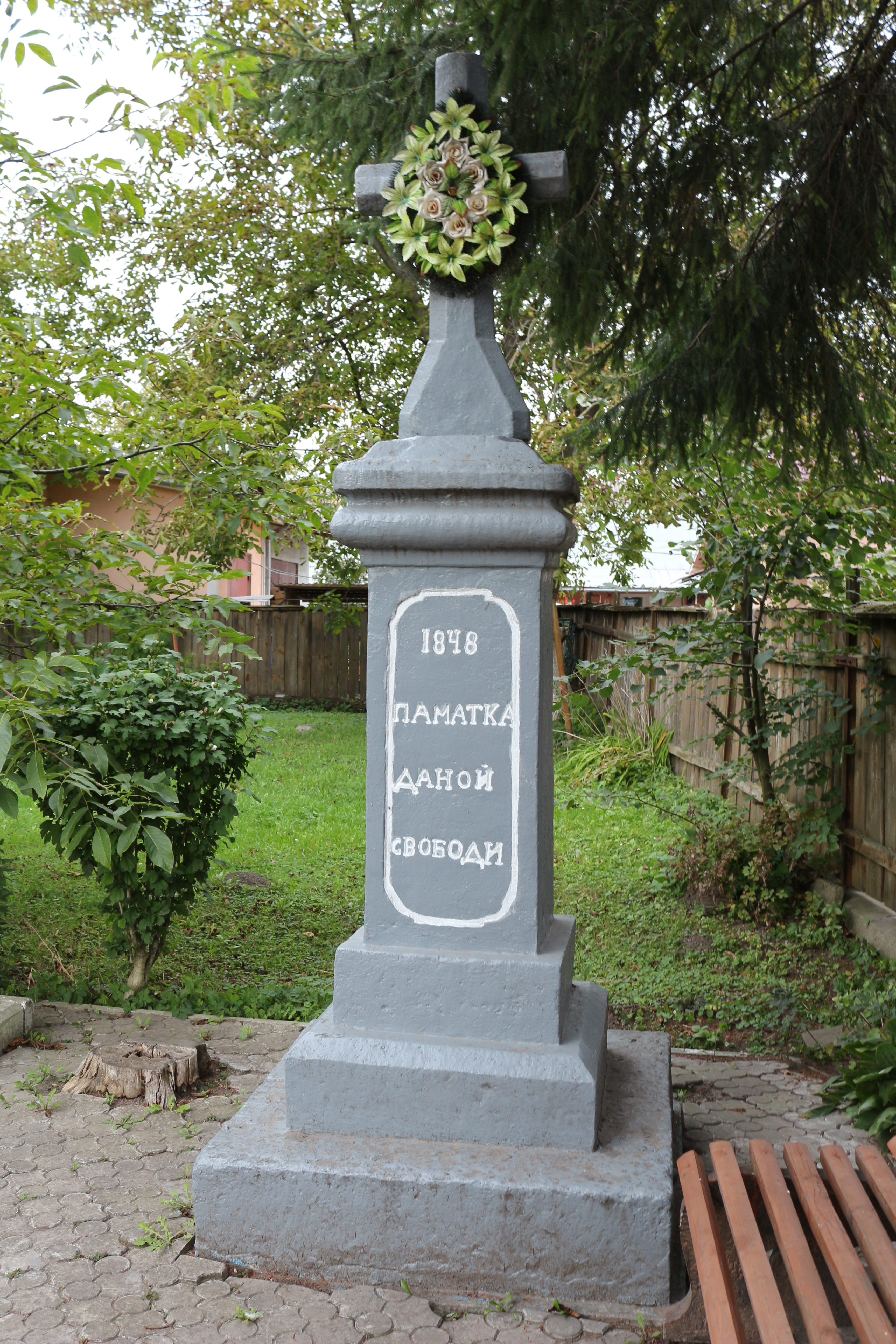
Monument à l’abolition de la servitude classée[5].
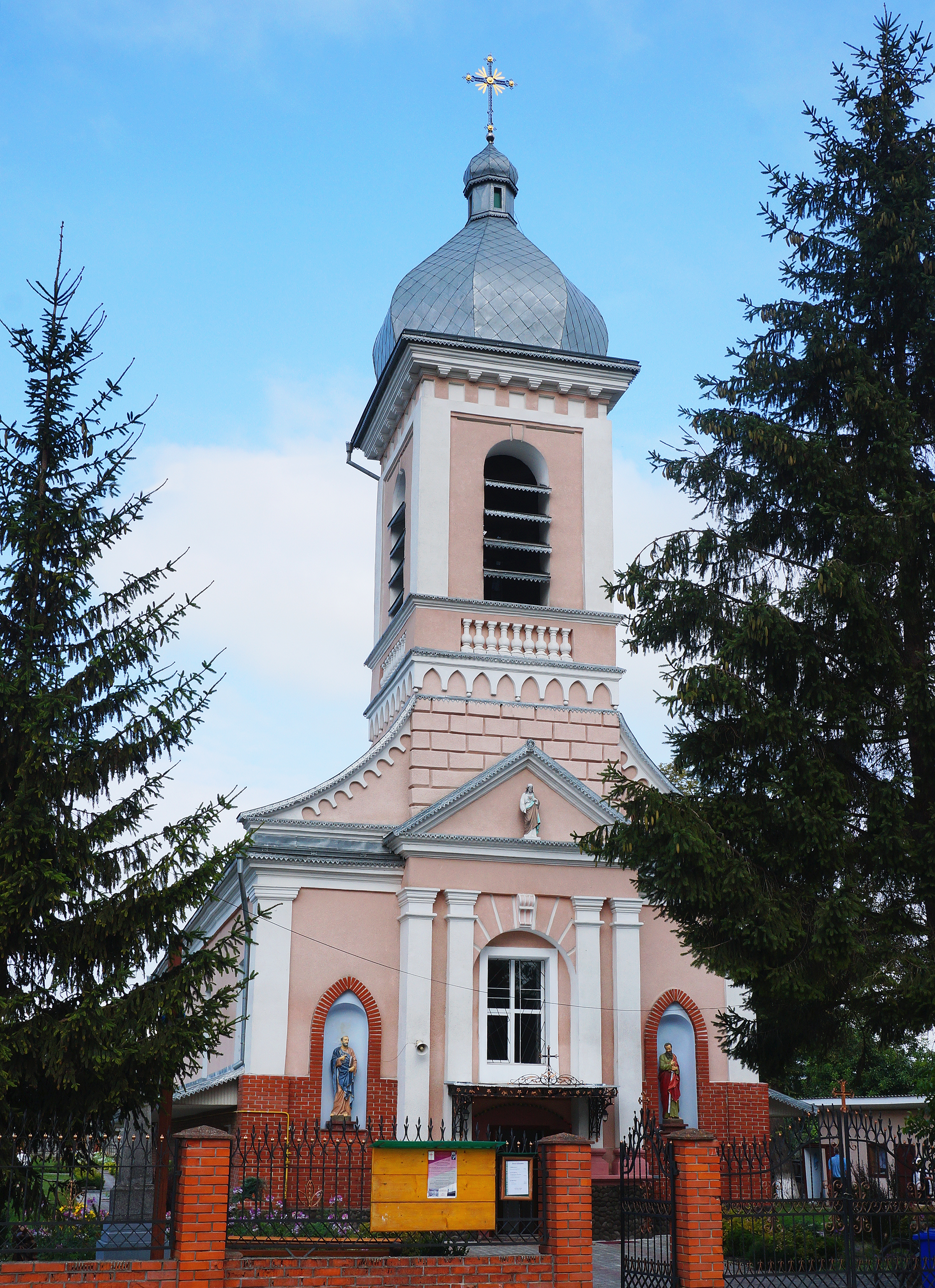
Église de l'Exaltation de la Croix classée[6].
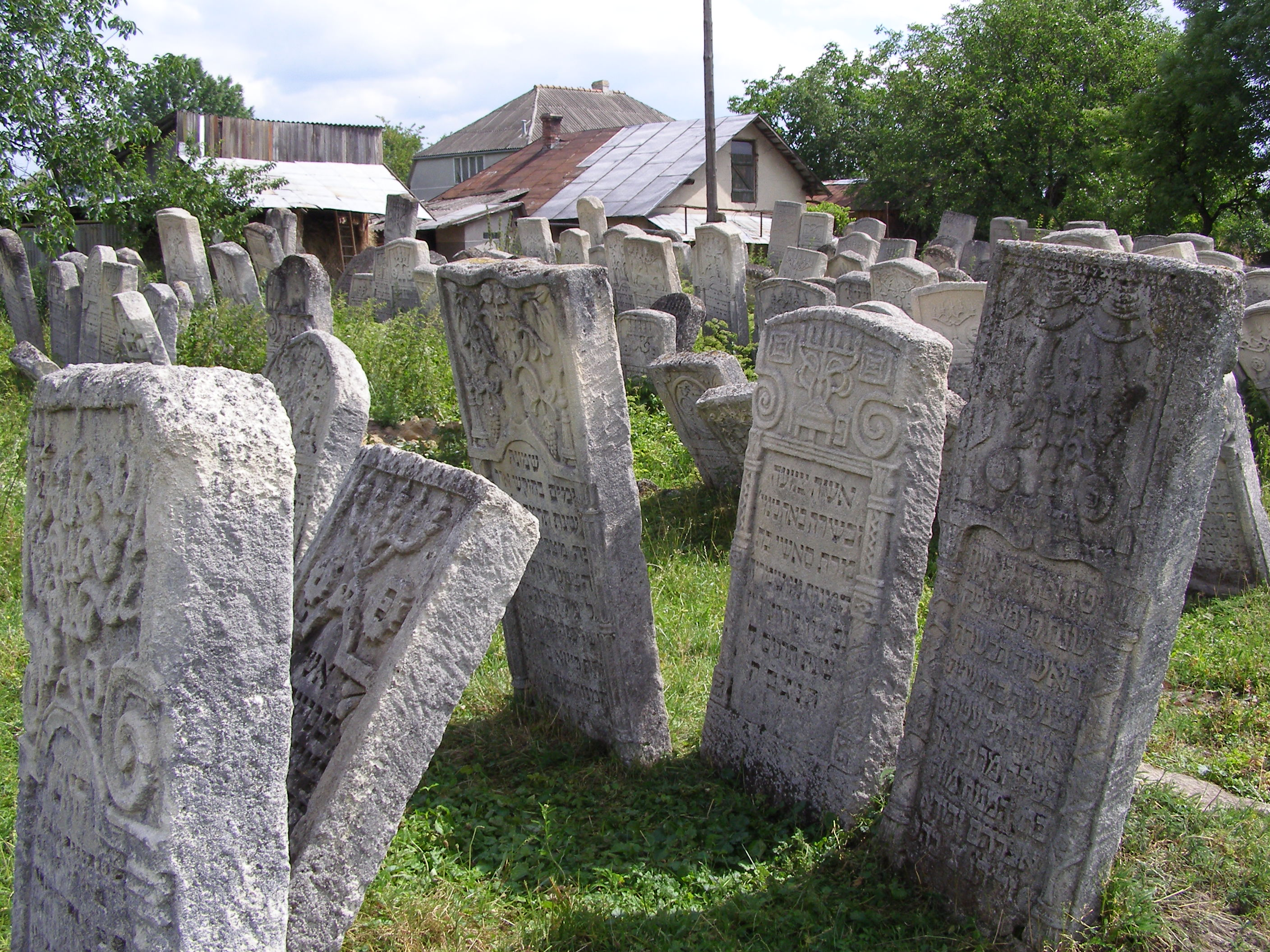
Cimetière juif classée[7],[8],[9].

## Personnalités liées à la ville
- Debora Vogel, poétesse et philosophe polonaise.